# Волоколамский край
«Волоколамский край» — общественно-политическая газета города Волоколамска и Волоколамского района Московской области. В разное время газета называлась «Красный пахарь», «Сталинский путь», «Заветы Ильича», «Волоколамский колхозник».

## История
По одним данным первый выпуск газеты был опубликован 9 февраля 1919 года, в то время газета носила название «Голос бедняка». По другим данным, газета издавалась ещё до 1919 года и в то время называлась «Известия Исполнительного комитета Волоколамского Совета рабочих и солдатских депутатов», затем «Известия Исполнительного комитета Волоколамского Совета крестьянских рабочих и солдатских депутатов» и «Известия Волоколамского Совета крестьянских, рабочих и солдатских депутатов». В период с 1923 по 1929 год газета называлась «Красный пахарь».
За годы существования газеты менялось её название, тематика публикаций, полиграфическое исполнение.
По состоянию на февраль 1958 года газета называлась «Волоколамский колхозник», с 1960 года газета получила название «По ленинскому пути». Её редакция располагалась по адресу улица Революционная, 7.
В 1960-х годах в газете стала появляться информация о новых книгах, рассказы о путешествиях, советы врачей, юристов, педагогов, агрономов, а также информация о новых строительных материалах. Публиковались отзывы о прошедших спектаклях волоколамского театра и анонсы предстоящих культурных событий.
Учредитель газеты — ГУ МО «Информационное агентство Волоколамского района». По состоянию на 2006 год тираж издания составляет 2740 экземпляров. Формат А3, количество полос — 24. По состоянию на сентябрь 2021 года главным редактором газеты является Александр Шилкин, а штат сотрудников состоит из 17 человек.
В 2019 году издание отметило 100-летний юбилей.
В 2023 году газета вошла в состав ГАУ МО Издательский дом «Подмосковье». Главным редактором издания стал Илья Попов.